# نیوگراندز
نیوگراندز (به انگلیسی: Newgrounds) شرکت و سایت تفریحی می‌باشد که در سال ۱۹۹۵ توسط تام فولپ تأسیس شد.